# Вулиця Любомира Боднарука
Вулиця Любомира Боднарука — вулиця в Деснянському районі міста Чернігова. Пролягає від проспекту Перемоги — площі П'ять кутів до вулиці Київська.
Примикає провулок Любомира Боднарука.

## Історія
Початково вулиця мала назву Ростиславська, була прокладена територією древнього передмістя вздовж третьої лінії укріплень. Була забудована індивідуальними будинками лише з північного боку (сучасна непарна сторона вулиці), наприкінці 19 століття поступово було забудовано південну сторону вулиці.
З 1943 року наприкінці вулиці було засновано промислову артіль імені Паризької Комуни, яка у 1960 році була реорганізована у Чернігівську картонну фабрику, а у 1964 році було приєднано районне видавництво, перетворивши підприємство на «Чернігівську картонно-поліграфічну фабрику».
1940 року Ростиславську вулицю перейменовано на вулицю Дзержинського — на честь радянського політичного діяча Фелікса Едмундовича Дзержинського.
12 лютого 2016 року вулиця отримала сучасну назву — на честь заслуженого митця України Любомира Мирославовича Боднарука, згідно з Розпорядженням міського голови В. А. Атрошенком Чернігівської міської Ради № 46-р «Про перейменування вулиць та провулків вулиці міста».
У 2019 було проведено капітальний ремонт вулиці, створено централізовану каналізацію будинків. Після ремонту на вулиці відкрито двосторонній рух (до цього був односторонній: від проспекту Перемоги в бік вул. Київська), 

## Забудова
Вулиця прокладена від площі П'ять кутів у західному напрямку, дійшовши до Стрижня, робить поворот на північний захід. Кінець вулиці прокладено вздовж річки Стрижень: на її правому березі парна сторона не забудована.
Парна та непарна сторони вулиці зайнята садибною забудовою, частково багатоповерховою житловою (один 5-поверховий будинок) та територією промислових підприємств.
Підприємства:
будинок № 26 - Чернігівська картонажно-поліграфічна фабрика.
На вулиці є низка історичних житлових будинків: 
- будинок № 4 - закнинутий нині дерев'яний житловий будинок, початково це був прибутковий будинок Єлецького монастира.
- будинок № 5 - цегляний двоповерховий будинок, що належав Андрію Юхимовичу Ганжі (батькові Петра Ганжі), надвірному раднику, який служив чиновником у губернській казенній палаті.
- будинок № 29 - дерев'яний будинок, де жила дружина Андрія Ганжі, Софія Федорівна Ганжа (мати Петра Ганжі).

Деякі будинки мають фасади з різьбленим дерев'яним декором (№4, 13, 29).

## Галерея

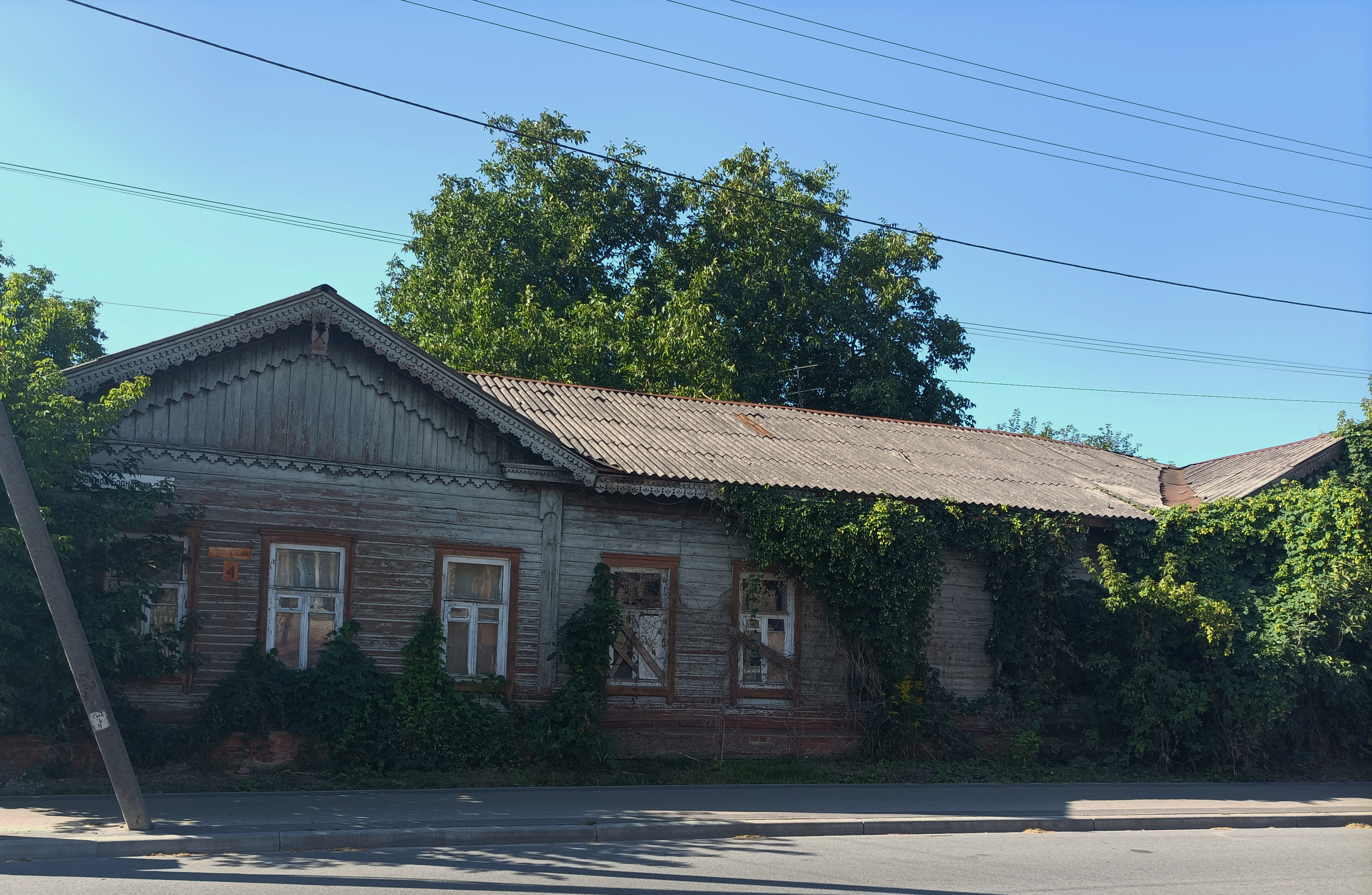
Будинок №4 (колишній прибутковий будинок Єлецького монастира).
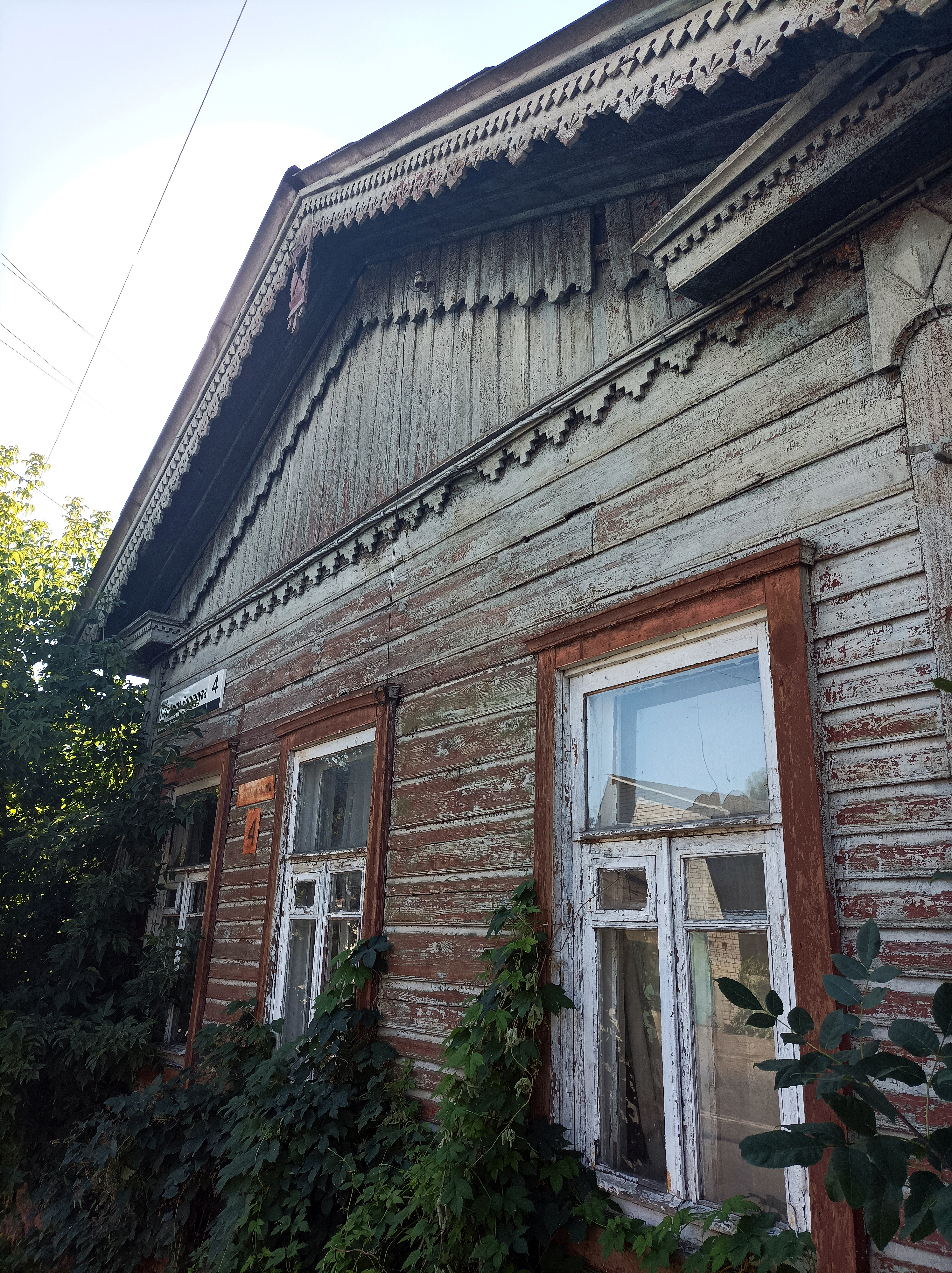
Дерев'яний декор фасаду будинку №4.
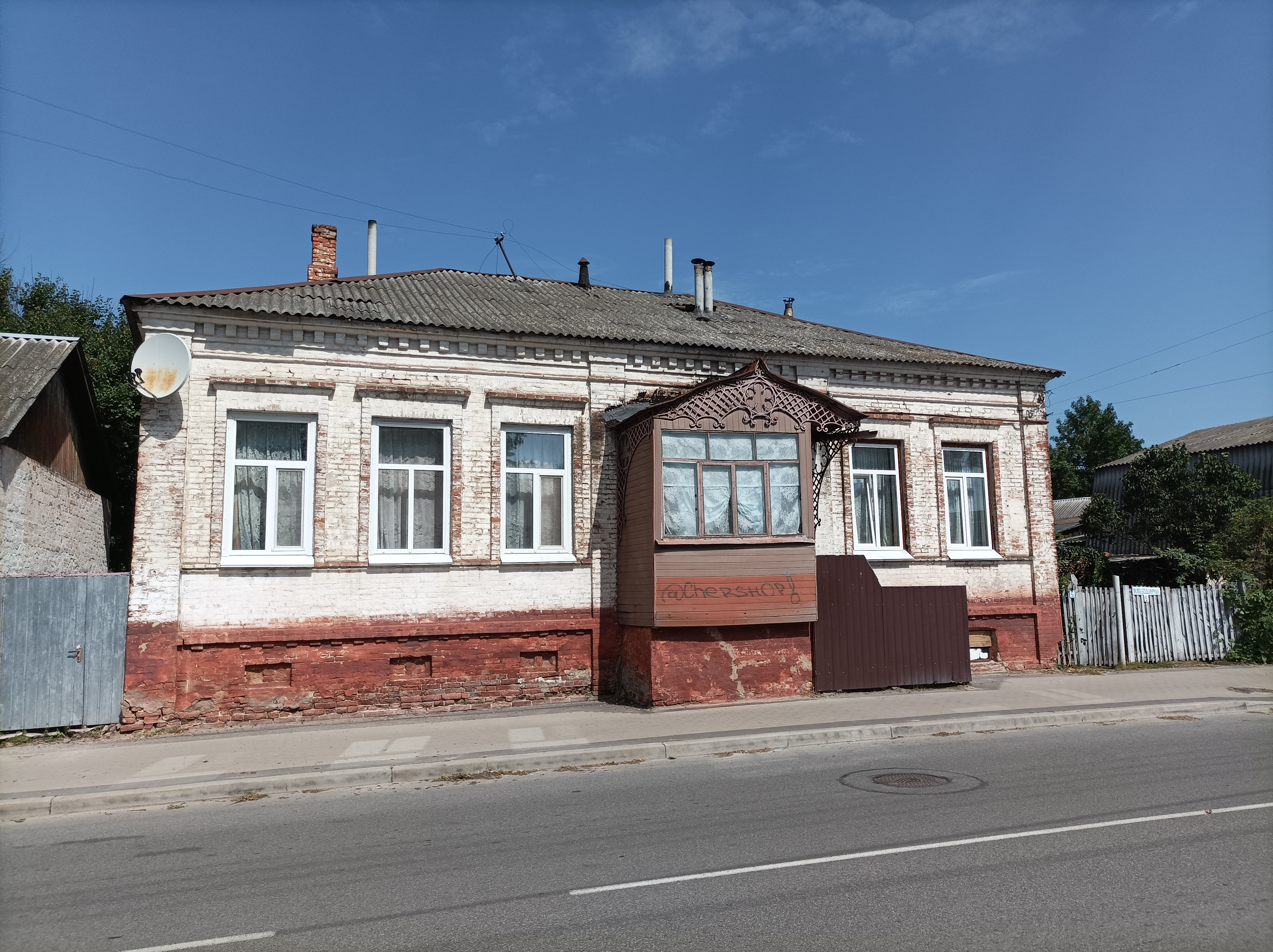
Будинок № 5 (колишній будинок надвірного радника Андрія Юхимовича Ганжі).
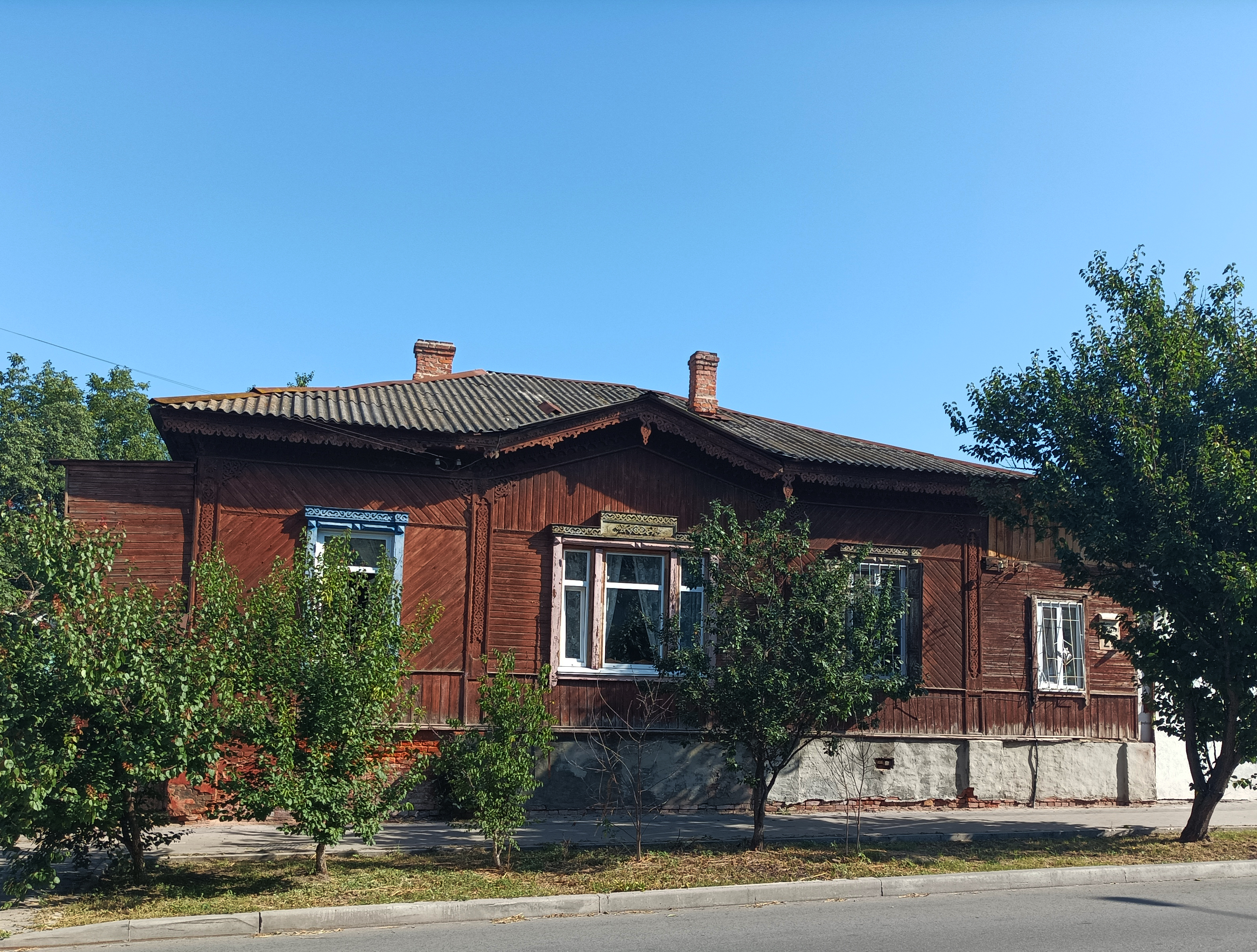
Будинок №29 (колишній будинок Софії Федорівни Ганжі).
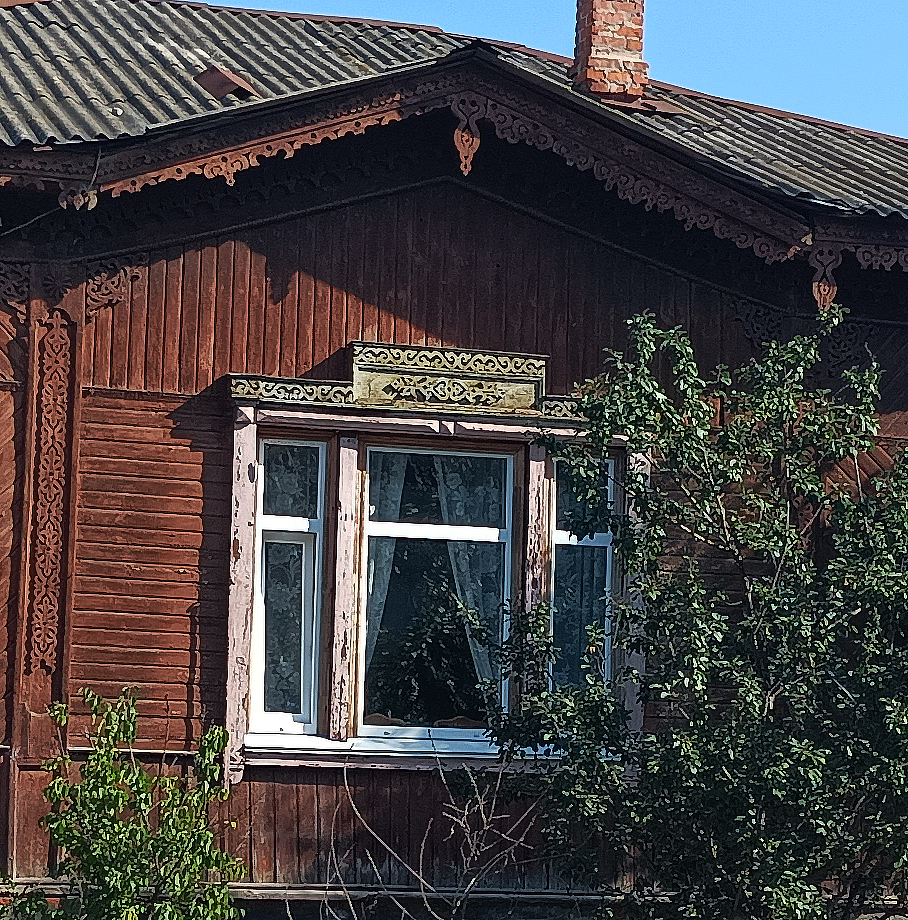
Дерев'яний декор фасаду будинку №29.